# Mars Cube One
Mars Cube One (или MarCO) — миссия НАСА облета Марса, которая состоит из двух миниатюрных космических аппаратов формата 6U (кубсаты) и была запущена 5 мая 2018 вместе с космическим аппаратом НАСА — InSight. Mars Cube One создан для тестирования новой компактной системы связи и навигационных технологий. Если два аппарата преодолеют путь к Марсу, они смогут передавать данные о вхождении в атмосферу, спуске и приземление спускаемого аппарата InSight на Землю в реальном времени. Mars Cube One — это первые аппараты, построенные в формате кубсатов, которые должны работать вне орбиты Земли, кроме того, они также протестируют выносливость работы в глубоком космосе.
Спускаемый аппарат InSight начал ретранслировать данные вскоре после приземления. Таким образом, MarCO не является критическим для миссии Insight, однако кубсаты должны продемонстрировать новую систему связи для будущих миссий к другим телам Солнечной системы.

## Обзор

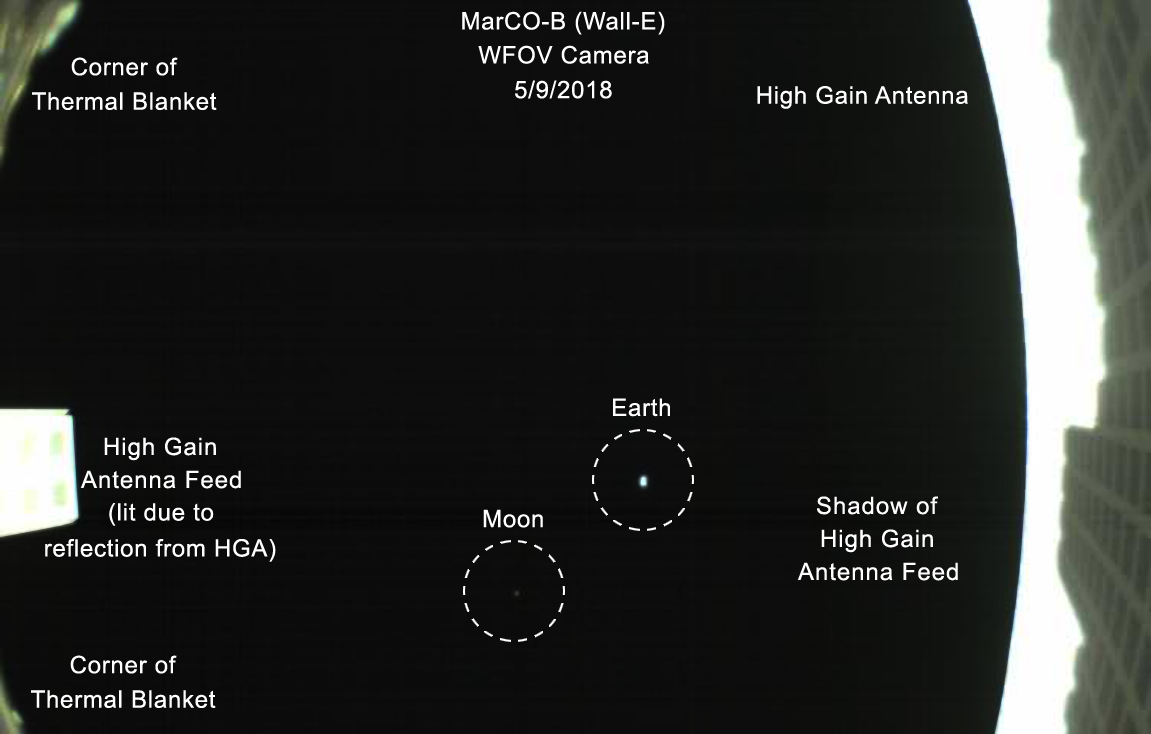
Вид на Землю и Луну с кубсата (9 мая 2018)

Mars Cube One — это первый космический аппарат, построенный в формате кубсата для работы за орбитой Земли в глубоком космосе. Кубсаты изготовлены из малых компонентов, которые должны быть дёшевы в строительстве, быстро разрабатываться. Кубсаты должны иметь простые системы и легко разворачиваться на низкой орбите Земли. Кубсаты разрабатываются для многих научных целей: картографических миссий, биологических исследований. Технология кубсатов была разработана Калифорнийским политехническим государственным университетом и Стэнфордским университетом с целью создания лёгких и быстрых проектов, что позволит использовать эту технологию студентам. Кубсаты нередко использовались в качестве второстепенной полезной нагрузки в больших миссиях, что делало их более выгодными.
Два кубсата Mars Cube One, идентичных и названых MarCO-A и MarCO-B, были запущены вместе для подстраховки, однако инженерами ЛРД они были названы WALL-E и Eva, как ссылки на персонажей анимационного мультфильма ВАЛЛ-И

## Запуск
Заспуск аппаратов Mars Cube One изначально был запланирован на 4 марта 2016 ракетой-носителем Атлас-5, однако, запуск миссии был отложен на 5 мая 2018 из-за неисправности научного инструмента InSight. Ракета-носитель Атлас-5 запустила кубсаты вместе со спускаемым аппаратом InSight, после чего два кубсата отделились и путешествуют по своей собственной траектории к Марсу для тестирования технологий кубсатов, а именно: надежности, выносливости работы навигационной системы в глубоком космосе .

## Цели

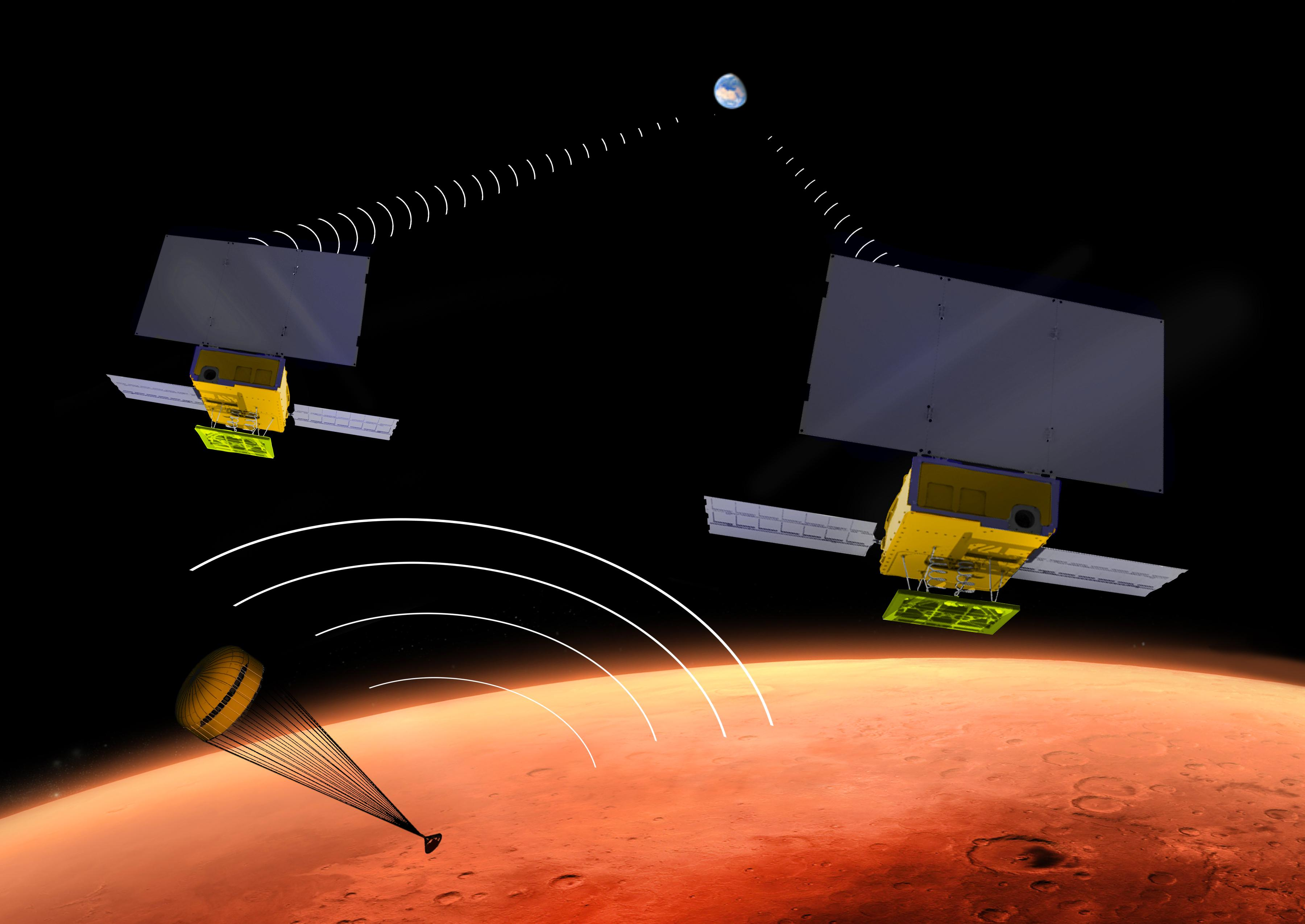
MarCO A и B наблюдают за посадкой InSight (графика)

Главная миссия MarCO — тестирование новой миниатюрной системы связи и навигационных технологий. Если кубсаты достигнут Марса, они должны обеспечить связь в реальном времени во время вхождения спускаемого аппарата InSight в атмосферу, спуска и приземления.
Для подстраховки было запущено два одинаковых кубсата. Это первые кубсаты для исследований вне орбиты Земли. Они позволят собрать уникальную информацию вне орбиты Земли. Кроме того, что кубсаты служат ретрансляторами, они протестируют навигационные возможности в глубоком космосе. Вместо того, чтобы ждать несколько часов, когда информация вернётся на Землю непосредственно с платформы InSight, MarCO передаст важные данные гораздо быстрее. Без кубсатов, InSight будет передавать информацию через Mars Reconnaissance Orbiter, который не передаёт информацию так быстро. Несмотря на существующие сложности со связью у наземных систем, особенно в критических ситуациях, различные команды предлагали новую систему, по которой будет передаваться информация на Землю. Предыдущие миссии присылали информацию на Землю после приземления, или сами, или с помощью орбитальных аппаратов. Будущие миссии больше не будут использовать такой способ, кубсаты будут передавать данные в реальном времени, уменьшая общую стоимость миссии.

## Конструкция и системы

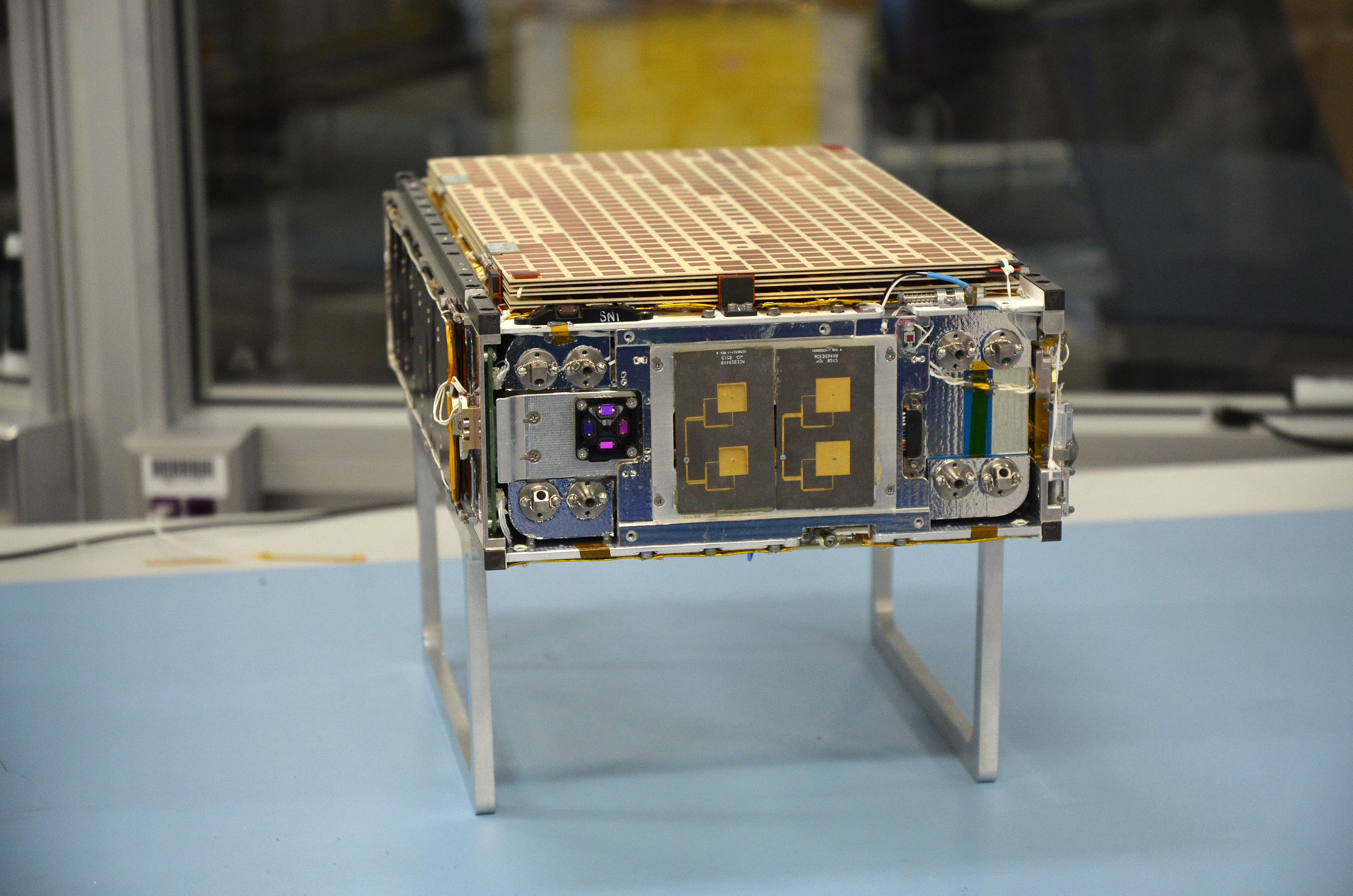
Оборудование Mars Cube One

Два одинаковых кубсаты построены Лабораторией реактивного движения НАСА, формата 6U (10 × 20 × 30 см). Ограничительный фактор разработки кубсатов — это то, что все необходимые компоненты должны размещаться внутри этого пространства. Кубсат должен содержать на борту антенну, авионику для контроля зонда, двигательную систему, источник энергии и научное оборудование.

### Радиотрансляция
На борту двух кубсатив будет установлена полностью поляризована антенна сверхвысокой частоты. Информация о вхождении в атмосферу, спуске и приземления InSight будет передаваться через эту антенну со скоростью 8 кбит/с на кубсаты и одновременно будет транслироваться в Х-диапазоне со скоростью передачи 8 кбит/с на Землю. MarCO используют для питания солнечные панели, однако, из-за ограничений, мощность сигнала составит всего 5 Вт.
Для того, чтобы кубсаты обладали способностью передавать информацию, им необходима надёжная антенна сверхвысокой частоты, которая должна соответствовать весовым стандартам формата кубсата, простоте конструкции и доступности. Высокочастотная антенна имеет сфокусированную узкую ширину радиоволн (направленную антенну). Были рассмотрены три типа антенн: стандартная патч-антенна, рефлекторная антенна и сетевой рефлектор. В условиях малых размеров, необходимых для формата кубсата, рефлекторная антенна удовлетворяет всем требованиям миссии. Компоненты высокочастотной рефлекторной антенны: складные панели, петля с шарниром, которая соединяет панели с корпусом, четыре петли крыльев и механизм разблокировки. Панели антенн должны выдерживать изменения температуры в течение миссии, а также вибрации во время отделения.

### Система движения
Двигательная система кубсатов — восемь двигателей на холодном газе, которые предназначены для контроля траектории и ориентации. На пути к Марсу, двигательная система будет выполнять корректировки для уточнения траектории. Корректировка траектории кубсатов сразу после отделения будет значительно экономичнее по количеству топлива, чем непосредственно перед прибытием на Марс. Небольшие корректировки траектории не только сохраняют топливо, но и уменьшают объём, который могло бы оно занимать, таким образом увеличивая пространство для важных компонентов внутри аппарата.

## Похожие миссии
В ходе запланированной миссии Артемида-1 к Луне, ракета-носитель запустит 13 кубсатов в качестве дополнительной нагрузки. Каждый кубсат имеет свои цели и разрабатывался отдельной командой.